# Salt Lick
Salt Lick (англ. букв. лизунец, солонец) — первый сингл американской блюз-рок группы ZZ Top, дебютный релиз группы и единственный релиз, записанный в первоначальном составе, существовавшем непродолжительное время.

## О сингле
В июне 1969 года гитарист Билли Гиббонс создал группу ZZ Top и после некоторых изменений, состав группы стабилизировался. Вместе с Гиббонсом в состав вошли клавишник Ланье Грег и барабанщик Дэн Митчелл. К тому времени с Гиббонсом уже работал продюсер Билл Хэм, который вёл активные переговоры с London Records. Энтузиазм продюсера заразил Гиббонса, и группа, не дожидаясь окончания переговоров, отправилась в студию, оборудованную в магазине Doyle Jones Recording Shop, где и записали материал для сингла. В октябре 1969 года дебютный сингл был выпущен в формате 7" компанией Scat Records. Сингл получил хорошую ротацию на радио, попал в местные чарты и группа объехала с гастролями весь Техас.
Критик отозвался о песне как: «Разумеется, группа звучит не похоже на что-то из дискографии ZZ Top, но если вы слушали Rhythmeen, Antenna или XXX, я полагаю, что вы согласитесь с тем, что это вовсе и не плохая вещица». Песня действительно не похожа на всё остальное творчество группы, поскольку в ней звучит электроорган. Партию органа правой рукой на верхней клавиатуре Hammond B3 играл Ланье Грег; он же на нижней клавиатуре и ногой, посредством бас-педали Crumar играл партию баса.
Текст песни о девушке с salt lick в руке. Сленговые значения этого выражения в основном обозначают процесс лизания или предмет, при лизании которого чувствуется солёный вкус, и текст в результате становится в немалой степени скабрёзным.
Сингл в 1970 году был перевыпущен компанией London Records, с которой группа подписала контракт.
На стороне «B» находилась песня Miller’s Farm (англ. Ферма Миллера) . Обозначение стороны «B» условно; на диске не было маркировки и обычно в дискографии он называется Salt Lick/Miller’s Farm, но по заверению Билли Гиббонса, стороной «A» следует считать Salt Lick. В песне есть «фантастический маленький рифф», которым «Booker T. & the M.G.’s могли бы буквально снести башку»

## Участники записи
- Билли Гиббонс — гитара, вокал
- Ланье Грег — клавишные, бас
- Дэн Митчелл — ударные